# Обергюніген
Обергюніген (нім. Oberhünigen) — громада  в Швейцарії в кантоні Берн, адміністративний округ Берн-Міттельланд.

## Географія
Громада розташована на відстані близько 18 км на південний схід від Берна.
Обергюніген має площу 6 км², з яких на 3,3% дозволяється будівництво (житлове та будівництво доріг), 38,4% використовуються в сільськогосподарських цілях, 57,6% зайнято лісами, 0,7% не є продуктивними (річки, льодовики або гори).

## Демографія
2019 року в громаді мешкало 313 осіб (-5,7% порівняно з 2010 роком), іноземців було 2,2%. Густота населення становила 52 осіб/км².
За віковим діапазоном населення розподілялося таким чином: 22,4% — особи молодші 20 років, 57,2% — особи у віці 20—64 років, 20,4% — особи у віці 65 років та старші. Було 125 помешкань (у середньому 2,5 особи в помешканні).
Із загальної кількості 78 працюючих 51 був зайнятий в первинному секторі, 7 — в обробній промисловості, 20 — в галузі послуг.